# Gjinaj
Gjinaj là một xã trong quận Has thuộc hạt Kukës, Albania. Dân số năm 2005 là 1643 người.